# Geständnisse einer Frau
Geständnisse einer Frau (Originaltitel: La vedova nera) ist ein italienisches Filmdrama des US-amerikanischen Regisseurs Lewis Milestone aus dem Jahr 1955. Das Drehbuch des Films basiert auf einem Roman von Susan York.

## Handlung
Gräfin Diana Gastaldi lernt Vittorio Serra, den Enkel eines Unternehmers, kennen. Die zweifache Witwe ist überzeugt, in Vittorio den Mann ihres Lebens getroffen zu haben. Beide lieben sich und verbringen viel Zeit miteinander, doch beide sind herrisch und egozentrisch. Der begeisterte Rennfahrer Vittorio und die Gräfin leiden immer öfter unter Streitereien und Missverständnissen. Sie trennen sich friedlich, sind jedoch beide überzeugt, ohne einander nicht leben zu können.
Diana will Vittorio wieder für sich gewinnen. Deshalb lädt sie ihn auf eine von ihr ausgerichtete Party ein. Hier lernt Vittorio die junge Adriana kennen, die sich in ihn verliebt. Vittorio kann sich zwischen den beiden nicht entscheiden. Sowohl Adriana als auch Diana werden immer eifersüchtiger. Um zur Ruhe zu kommen, macht Vittorio Adriana einen Antrag, den diese jedoch ablehnt. Vittorio wird klar, dass seine wahre Liebe der Gräfin gilt. Doch Diana will sich an Adriana und Vittorio rächen, da sie sich von ihnen für verraten hält. Diana zerbricht vor Wut eine Vase, die für den abergläubischen Vittorio wichtig war.
Vittorio nimmt mit seinem Freund und Kollegen Bonelli an einem Autorennen teil. Er erfährt, dass Adriana Bonelli geheiratet hat. Unglücklich nimmt Vittorio sein Glücksarmband ab. Bei dem Rennen kommt er ums Leben. Diana hat eine Vorahnung von dem Unglück und erfährt von seinem Tod. Nun leidet sie an einem gebrochenen Herzen und fühlt sich alt.

## Kritiken
Das Lexikon des internationalen Films beschreibt das Werk als „ein wirres Melodram, durch getragene Gesten und geschraubt-dunkle Worte zur Bedeutsamkeit emporstilisiert.“
Das italienische Filmportal ComingSoon schrieb, die bloße Erwähnung des Namens Lewis Milestone reiche nicht aus, die vielen Mängel des Filmes zu überdecken. Die Geschichte sei zu unoriginell.

## Hintergrund
Die Uraufführung fand am 1. August 1955 statt. In Deutschland wurde der Film erstmals am 26. März 1957 in den Kinos gezeigt.